# Фестиваль поезії імені Бориса Чичибабіна
Фестиваль поезії імені Бориса Чичибабіна  — щорічний Міжнародний фестиваль сучасної поезії.
Проходить з 2002 року в Харкові та присвячений пам'яті російського поета Бориса Чичибабіна, який жив в цьому місті. Засновано Міжнародним фондом пам'яті Б. О. Чичибабіна, проводиться на початку календарного року, оскільки Борис Чичибабін народився 9 січня. Постійну участь в організації фестивалю бере вдова поета Лілія Карась-Чичибабіна. 
Загальний напрямок фестивалю визначає група харківських поетів, в числі яких Станіслав Мінаков, Ірина Євса, Андрій Дмитрієв. Організатори фестивалю віддають перевагу авторам з усталеною репутацією, послідовникам традиційного розуміння завдань та принципів літератури. 
У різні роки у фестивалі брали участь такі автори, як Олександр Кушнер, Світлана Кекова, Сергій Гандлевський, Дмитро Биков, Дмитро Сухарєв, Євген Рейн, Юрій Кублановський, Марина Кудімова, Олексій Пурин; російську поезію України представляли, крім цілого ряду харківських авторів, Андрій Поляков, Олександр Кабанов, Наталія Бельченко, українську поезію  — Сергій Жадан, Тарас Федюк та інші.